# MTVムービー・アワード コメディ演技賞
MTVムービー・アワード コメディ演技賞（MTV Movie Award for Best Comedic Performance）は、MTVムービー・アワードの部門の一つ。以下は、受賞と候補の全リストである。

## 受賞とノミネート一覧

### 1990年代
| 年   | 俳優 映画                                            | 候補者 |
| ---- | ---------------------------------------------------- | --- |
| 1992 | ビリー・クリスタル –『シティ・スリッカーズ』         | ダナ・カーヴィ - 『ウェインズ・ワールド』 スティーヴ・マーティン - 『花嫁のパパ』 ビル・マーレイ - 『おつむて・ん・て・ん・クリニック』 マイク・マイヤーズ - 『ウェインズ・ワールド』                        |
| 1993 | ロビン・ウィリアムズ –『アラジン』                   | ウーピー・ゴールドバーグ - 『天使にラブ・ソングを…』 エディ・マーフィ - 『ブーメラン』 ビル・マーレイ - 『恋はデジャ・ブ』 ジョー・ペシ - 『いとこのビニー』                                                 |
| 1994 | ロビン・ウィリアムズ –『ミセス・ダウト』             | ジム・キャリー - 『エース・ベンチュラ』 ジョニー・デップ - 『妹の恋人』 ウーピー・ゴールドバーグ - 『天使にラブ・ソングを2』 ポーリー・ショア - 『カントリー・ファーム/招かれざる婿!?』                      |
| 1995 | ジム・キャリー –『ジム・キャリーはMr.ダマー』        | ティム・アレン - 『サンタクローズ』 トム・アーノルド - 『トゥルーライズ』 ジム・キャリー - 『マスク』 アダム・サンドラー - 『アダム・サンドラーは ビリー・マジソン/一日一善』                                |
| 1996 | ジム・キャリー –『ジム・キャリーのエースにおまかせ』 | クリス・ファーレイ -Tommy Boy アダム・サンドラー - Happy Gilmore アリシア・シルヴァーストーン - Clueless クリス・タッカー - Friday                                                                           |
| 1997 | ジム・キャリー –『ケーブルガイ』                     | クリス・ファーレイ - 『ビバリーヒルズ・ニンジャ』 ジャニーン・ガラファロー - 『好きと言えなくて』 エディ・マーフィ - 『ナッティ・プロフェッサー クランプ教授の場合』 ロビン・ウィリアムズ - 『バードケージ』 |
| 1998 | ジム・キャリー –『ライアー ライアー』                | ルパート・エヴェレット - 『ベスト・フレンズ・ウェディング』 マイク・マイヤーズ - 『オースティン・パワーズ』 アダム・サンドラー - 『ウェディング・シンガー』 ウィル・スミス - 『メン・イン・ブラック』        |
| 1999 | アダム・サンドラー –『ウォーターボーイ』             | キャメロン・ディアス - 『メリーに首ったけ』 クリス・ロック - 『リーサル・ウェポン4』 ベン・スティラー - 『メリーに首ったけ』 クリス・タッカー - 『ラッシュアワー』                                           |

### 2000年代
| 年   | 俳優 映画                                                                               | 候補者 |
| ---- | --------------------------------------------------------------------------------------- | --- |
| 2000 | アダム・サンドラー –『ビッグ・ダディ』                                                  | ジェイソン・ビッグス - 『アメリカン・パイ』 アイス・キューブ - 『ネクスト friday』 マイク・マイヤーズ - 『オースティン・パワーズ: デラックス』 パーカー・ポージー - 『スクリーム3』                                             |
| 2001 | ベン・スティラー –『ミート・ザ・ペアレンツ』                                            | ジム・キャリー - 『ふたりの男とひとりの女』 トム・グリーン - 『ロード・トリップ』 マーティン・ローレンス - 『ビッグ・ママス・ハウス』 エディ・マーフィ - 『ナッティ・プロフェッサー2 クランプ家の面々』                         |
| 2002 | リース・ウィザースプーン –『キューティ・ブロンド』                                      | エディ・マーフィ - 『シュレック』 マイク・マイヤーズ - 『シュレック』 ショーン・ウィリアム・スコット - 『アメリカン・サマー・ストーリー』 クリス・タッカー - 『ラッシュアワー2』                                                |
| 2003 | マイク・マイヤーズ –『オースティン・パワーズ ゴールドメンバー』                         | セドリック・ジ・エンターテイナー - 『バーバーショップ』 ウィル・フェレル - 『アダルト♂スクール』 ジョニー・ノックスビル - 『ジャッカス・ザ・ムービー』 アダム・サンドラー - 『Mr.ディーズ』                                     |
| 2004 | ジャック・ブラック –『スクール・オブ・ロック』                                          | ジム・キャリー - 『ブルース・オールマイティ』 エレン・デジェネレス - 『ファインディング・ニモ』 ジョニー・デップ - 『パイレーツ・オブ・カリビアン/呪われた海賊たち』 ウィル・フェレル - 『エルフ 〜サンタの国からやってきた〜』 |
| 2005 | ダスティン・ホフマン –『ミート・ザ・ペアレンツ2』                                       | アントニオ・バンデラス - 『シュレック2』 ウィル・フェレル - 『俺たちニュースキャスター』 ウィル・スミス - 『最後の恋のはじめ方』 ベン・スティラー - 『ドッジボール』                                                            |
| 2006 | スティーヴ・カレル –『40歳の童貞男』                                                    | タイラー・ペリー - Madea's Family Reunion アダム・サンドラー - 『ロンゲスト・ヤード』 ヴィンス・ヴォーン - 『ウェディング・クラッシャーズ』 オーウェン・ウィルソン - 『ウェディング・クラッシャーズ』                           |
| 2007 | サシャ・バロン・コーエン –『ボラット 栄光ナル国家カザフスタンのためのアメリカ文化学習』 | エミリー・ブラント - 『プラダを着た悪魔』 ウィル・フェレル - 『俺たちフィギュアスケーター』 アダム・サンドラー - 『もしも昨日が選べたら』 ベン・スティラー - 『ナイト ミュージアム』                                            |
| 2008 | ジョニー・デップ –『パイレーツ・オブ・カリビアン/ワールド・エンド』                     | エイミー・アダムス - 『魔法にかけられて』 ジョナ・ヒル - 『スーパーバッド 童貞ウォーズ』 セス・ローゲン - 『無ケーカクの命中男/ノックトアップ』 アダム・サンドラー - 『チャックとラリー おかしな偽装結婚!?』                    |
| 2009 | ジム・キャリー –『イエスマン “YES”は人生のパスワード』                                  | スティーヴ・カレル - 『ゲット スマート』 アンナ・ファリス - 『キューティ・バニー』 ジェームズ・フランコ - 『スモーキング・ハイ』 エイミー・ポーラー - 『ベイビーママ』                                                          |

### 2010年代
| 年   | 俳優 映画                                                                       | 候補者 |
| ---- | ------------------------------------------------------------------------------- | --- |
| 2010 | ザック・ガリフィアナキス – 『ハングオーバー! 消えた花ムコと史上最悪の二日酔い』 | サンドラ・ブロック - 『あなたは私の婿になる』 ブラッドリー・クーパー - 『ハングオーバー! 消えた花ムコと史上最悪の二日酔い』 ライアン・レイノルズ - 『あなたは私の婿になる』 ベン・スティラー - 『ナイト ミュージアム2』                       |
| 2011 | エマ・ストーン – 『小悪魔はなぜモテる?!』                                       | アダム・サンドラー – 『ウソツキは結婚のはじまり』 アシュトン・カッチャー – 『抱きたいカンケイ』 ラッセル・ブランド – 『伝説のロックスター再生計画!』 ザック・ガリフィアナキス – 『デュー・デート 〜出産まであと5日!史上最悪のアメリカ横断〜』 |
| 2012 | メリッサ・マッカーシー – 『ブライズメイズ 史上最悪のウェディングプラン』        | ジョナ・ヒル - 『21ジャンプストリート』 クリステン・ウィグ - 『ブライズメイズ 史上最悪のウェディングプラン』 オリヴァー・クーパー - Project X ザック・ガリフィアナキス - 『ハングオーバー!! 史上最悪の二日酔い、国境を越える』                |